# Liste der Monuments historiques in Plévenon
Die Liste der Monuments historiques in Plévenon führt die Monuments historiques in der französischen Gemeinde Plévenon auf.

## Liste der Bauwerke
| Bezeichnung         | Beschreibung | Standort | Kennzeichnung | Schutzstatus | Datum | Bild           |
| ------------------- | ------------ | -------- | ------------- | ------------ | ----- | -------------- |
| Fort la Latte       |              | (Lage)   | PA00089157    | Classé       | 1925  | weitere Bilder |
| Phare du Cap Fréhel |              | (Lage)   | PA22000032    | Classé       | 2011  | weitere Bilder |
| Calvaire            |              | (Lage)   | PA00089155    | Inscrit      | 1925  | weitere Bilder |

## Liste der Objekte
- Monuments historiques (Objekte) in Plévenon in der Base Palissy des französischen Kultusministeriums